# Fédération danoise de basket-ball
La Fédération danoise de basket-ball ou DBBF, ( Danmarks Basketball-Forbund) est une association, fondée en 1951, chargée d'organiser, de diriger et de développer le basket-ball au Danemark.
La DBBF représente le basket-ball auprès des pouvoirs publics ainsi qu'auprès des organismes sportifs nationaux et internationaux et, à ce titre, le Danemark dans les compétitions internationales. Elle défend également les intérêts moraux et matériels du basket-ball danois. Elle est affiliée à la FIBA depuis 1951, ainsi qu'à la FIBA Europe.
La DBBF organise également le championnat national.